# Parada Agustín Ferrari
Agustín Ferrari (o simplemente Ferrari) es una estación ferroviaria ubicada en el barrio homónimo, localidad de Mariano Acosta, Gran Buenos Aires, Argentina.

## Servicios
Es un centro de transferencia intermedio perteneciente a la Línea Sarmiento, en el ramal que presta servicio entre las estaciones Merlo y Lobos.

## Ubicación
Se encuentra en la recientemente declarada localidad homónima del partido de Merlo, a 38 km de capital Federal.